# Werner Vogel (Politiker)
Werner Vogel (* 8. Oktober 1907 in Offenbach am Main; † 26. November 1992 in Mettmann) war ein deutscher Politiker der Grünen.

## Leben
Werner Vogel engagierte sich in der Bismarckjugend, dem Jugendverband der Deutschnationalen Volkspartei (DNVP). Er studierte Rechtswissenschaft an der Philipps-Universität Marburg und wurde 1927 im Corps Hasso-Nassovia aktiv.
Vogel war in der Zeit des Nationalsozialismus bereits sehr früh ein aktives Mitglied der SA und wurde 1938 auch Mitglied der NSDAP, deren Mitgliedschaft er 1933 beantragt hatte. 1938 kam er als Beamter ins Berliner Reichsministerium des Inneren. 1939 wurde er als Leutnant eingezogen und kam an die Ostfront, wo er 1945 in sowjetische Kriegsgefangenschaft geriet. 1953 kehrte Vogel aus der sowjetischen Kriegsgefangenschaft zurück. Er wurde 1954 Beamter im Düsseldorfer Innenministerium und ging 1972 als Ministerialrat in Pension.

## Politiker der Grünen
Nach seiner Pensionierung wurde er frühes Mitglied der 1980 gegründeten Partei Die Grünen. Bereits im Gründungsjahr der Bundespartei kandidierte er bei der Landtagswahl in Nordrhein-Westfalen 1980 und der Bundestagswahl 1980. In einem Wahlwerbespot spielte er einen Großvater, der seiner Enkelin tote Fische am Rheinufer damit erklärt, dass „die Industrie das Rheinwasser vergiftet hat“. Die Grünen verfehlten den Einzug in beide Parlamente; Vogel wurde jedoch in den Landesvorstand der NRW-Grünen gewählt.
Vogel unterstützte gegenüber dem Bundesvorstand der Grünen Forderungen der Gruppen Indianerkommune Nürnberg und „Kinderfrühling Wiesbaden“ nach Beseitigung der Kinderschutzgesetze und nach Legalisierung der Päderastie. Am 24. und 25. September 1983 wurde im Emmaus-Zentrum auf dem Dachsberg in Kamp-Lintfort ein Kinder- und Jugendkongress ausgerichtet, bei dem es besonders um das Thema Sex mit Kindern ging. Organisiert wurde der Kongress von Vogel. Nach Informationen der Welt und des Bayernkuriers wurde dieser Kongress vom Grünen-Parteivorstand NRW finanziert. In der Untersuchung von Franz Walter über Die Grünen und die Pädosexualität wird Werner Vogel irrtümlich als „Wolf Vogel“ dargestellt.
Vogel hatte bereits 1981 auf einer Klausurtagung in Altenmelle dem NRW-Landesvorstand Auskunft über seinen Lebensweg einschließlich seiner Mitgliedschaften in SA und NSDAP gegeben. „Wie ihr schon aus meinem Geburtsdatum erkennen könnt, gehöre ich zu denen, die alle Grundtorheiten dieses Jahrhunderts mitgemacht haben“, hatte er seinerzeit den übrigen zwölf Tagungsteilnehmern erklärt.
Als die Grünen 1983 in den Bundestag einzogen, wurde Werner Vogel über die Landesliste Nordrhein-Westfalen gewählt. Er hätte als Alterspräsident die Eröffnungsrede und damit die erste Rede eines Abgeordneten der Grünen im Deutschen Bundestag halten sollen. Weil einige Parteifreunde seine sexuelle Vorliebe für Kinder kannten, drängten prominente Grüne, u. a. der Bundesgeschäftsführer, Lukas Beckmann, Vogel dazu, auf den Auftritt als Alterspräsident des Bundestages zu verzichten. Außerdem war durch eine Indiskretion Vogels NS-Vergangenheit nun auch im Bundeshauptausschuss der Grünen bekannt gemacht worden. Vogel kündigte daraufhin in der Fraktionssitzung am 14. März 1983 an, sein Mandat nicht anzutreten. Als Nachrücker zog am 29. März 1983 Dieter Drabiniok in den Bundestag ein. Die Eröffnungsrede als Alterspräsident hielt an diesem Tag Willy Brandt.